# دفنة إبطية
دفنة إبطية (الاسم العلمي:Daphne axillaris) هي نوع من النباتات يتبع جنس الدفنة من الفصيلة المثنانية.